# 渐尖叶岩梅
渐尖叶岩梅（学名：Diapensia himalaica var. acutifolia）为岩梅科岩梅属下的一个变种。

## 扩展阅读
- 維基物種上的相關：渐尖叶岩梅